# Blanche Christine Olschak
Blanche Christine Olschak (* 24. Juli 1913 in Wien; † 25. Juni 1989 in Zürich) war eine Schweizer Sozialwissenschaftlerin und Tibetologin.

## Leben
Blanche Christine Olschak war die Tochter des kaiserlich und königlichen Generalmajors und Ingenieurs Josef Olschak und der Lilly Helene geb. Büchelen. Sie studierte Staatswissenschaften in Graz und wurde 1937 promoviert. Im folgenden Jahr heiratete sie den Ingenieur Robert Schneiter. Im Jahr 1945 floh sie nach Salzburg und arbeitete als Redaktorin des Alpen-Journals. Ihr Ehemann starb 1946 in Kriegsgefangenschaft. 
Olschak ging 1946 in die Schweiz und arbeitete als Auslandskorrespondentin in Zürich. Teilweise autodidaktisch arbeitete sie sich in die Tibetologie, in die Frühgeschichte Zentralasiens und die Philosophie des Buddhismus ein. Andererseits waren Constantin Regamey und Geshé Thupten Wangyal ihre Lehrer. Olschak unternahm ausgedehnte Forschungsreisen nach Tibet, Bhutan, Sikkim, Java, in die Mongolei und den Fernen Osten. Sie veröffentlichte Sachbücher und wissenschaftliche Werke, die auch in englischer und französischer Übersetzung erschienen. 
Olschaks Hauptwerk war das Lexikon der Frau, dessen Hauptredaktorin sie war. Es erschien, herausgegeben von Gustav Keckeis 1953–1954 in zwei Bänden. Eine Idee war eine umfassende Enzyklopädie zu erstellen. Olschak regte Ángela Acuña Braun an, eine sozialhistorische Studie über costa-ricanische Frauen zu verfassen, die 1970 in zwei Bänden erschien.
Im Jahr 1961 war Olschak Gründungsmitglied und Vizepräsidentin des Verein für tibetische Heimstätten in der Schweiz (auch Verein Tibeter Heimstätten). In Zusammenarbeit mit dem Schweizer Roten Kreuz (SRK) wurden bis 1966 579 Tibeter in der Schweiz aufgenommen. Im Jahr 2010 waren es mehr als 3'000 und somit die die grösste tibetische Gemeinschaft in Europa. Die Präsidentschaft hatte 1962 Otto Wenger übernommen.
Das Österreichische Bundesministerium für Wissenschaft und Forschung verlieh Olschak 1981 eine Professur. Sechs Jahre später wurde sie mit dem Goldenen Doktordiplom geehrt.

## Werke (Auswahl)
- Das Mädchen Katharina. Miniaturen aus den Jugendjahren der grossen Kaiserin. Mondial, Winterthur 1947.
- Rhythmus zwischen Leben, Liebe und Tod. Mondial, Winterthur 1947. (Gedichte)
- Lexikon der Frau in 2 Bänden.  Encyclios, Zürich 1953–1954.
- Frauen um den Drachenthron. Verführung und Macht. Walter, Olten 1956.
- mit Heinrich Harrer, Thubten Norbu: Tibet. Erde der Götter. Vergessene Geschichte, Mythos und Saga. Rascher, Zürich 1960.
- Die Heiterkeit der Seele. Motive tibetischer Lebensphilosophie.  GBS, Schwarzenburg 1961.
- Religion und Kunst im alten Tibet. Ars Tibetana, Zürich 1962.
- Sikkim – Himalayastaat zwischen Gletschern und Dschungeln. Schweizer Verlags-Haus, Zürich 1965.
- Les empreintes du pied et les signes de la main du Bouddha. Images Roche, Basel 1968.
- Ancient Bhutan. A study on early Buddhism in the Himalayas. Swiss Foundation for Alpine Research, Zürich 1979.
- Palaeolinguistic relics in the Himalayas. Magyar Tudományos Akademia, Budapest 198.
- Bhutan: Königreich im Himalaya. Atlantis, Freiburg im Breisgau 1983.
- Himalaya. Wachsende Berge, Lebendige Mythen, Wandernde Menschen. vgs, Köln 1987. ISBN 3-8025-2174-9.
- mit Geshe Thupten Wangyal: Mystic art of ancient Tibet. Shambhala, Boston 1987. ISBN 978-0-877-73429-1.
- The Dragon kingdom. Shambhala, Boston 1989. ISBN 978-0-877-73454-3.

## Fussnoten
1. ↑  «Verein für tibetische Heimstätten in der Schweiz» in der Datenbank Dodis der Diplomatischen Dokumente der Schweiz
2. ↑  Protokoll des Bundesrates vom 29. März 1963: «Nr. 621. Aufnahme von tibetischen Flüchtlingen» in der Datenbank Dodis der Diplomatischen Dokumente der Schweiz
3. ↑  Marc Perrenoud: Tibet. In: Historisches Lexikon der Schweiz. (abgerufen am 6. Februar 2021)

| Personendaten    | Personendaten                                     |
| ---------------- | ------------------------------------------------- |
| NAME             | Olschak, Blanche Christine                        |
| ALTERNATIVNAMEN  | Schneiter, Blanche Christine (Ehename)            |
| KURZBESCHREIBUNG | Schweizer Sozialwissenschaftlerin und Tibetologin |
| GEBURTSDATUM     | 24. Juli 1913                                     |
| GEBURTSORT       | Wien                                              |
| STERBEDATUM      | 25. Juni 1989                                     |
| STERBEORT        | Zürich                                            |